# Zygène des Thérésiens
Zygaena viciae
Espèce
La Zygène des Thérésiens (Zygaena viciae) est une espèce de lépidoptères de la famille des Zygaenidae. 

## Description
La Zygène des Thérésiens a une envergure allant de 30 à 35 millimètres. Elle possède une couleur bleuâtre, 5 à 6 taches rouges (parfois confluentes) par aile antérieure.

## Répartition
Cette espèce est présente presque partout en Europe. En France métropolitaine, dans les trois quarts est, les Pyrénées ; absente de Corse.

## Écologie
Plantes hôtes de la chenille : Vicia, Lathyrus, parfois Lotus et d'autres Fabacées (dont des Trifolium).